# Paio Soares de Taveirós
Paio Soares Taveiroos (ou Taveirós) foi um trovador da primeira metade do século XII, descendente da pequena nobreza galega. Há controvérsias sobre seu local de origem, especula-se que tenha nascido na antiga província portuguesa do Minho, ou então na província espanhola de Pontevedra, que compõe a atual região autônoma da Galiza.
Foi o autor da célebre Cantiga da garvaia, durante muito tempo considerada a primeira obra poética em língua galaico-portuguesa. É uma cantiga de amor plena de ironia, e por isso atualmente considerada por diversos autores como uma cantiga satírica. Mesmo perdendo o seu estatuto de mais antiga cantiga conhecida, em favor de uma outra do trovador João Soares de Pávia, continua no entanto a desafiar a imaginação dos críticos, ainda em desacordo quanto ao seu real sentido, e nomeadamente no que diz respeito à personagem a quem é dirigida: uma filha de D. Pai Moniz, por muito tempo identificada como D. Maria Pais Ribeiro, a célebre Ribeirinha, amante do rei português D. Sancho I. A constatação da existência, na época, de várias personalidades chamadas Pai Moniz, ou Paio Moniz, bem como a origem galega de Paio Soares, parecem, no entanto, contrariar esta hipótese, hoje muito discutível.
| “No mundo nom me sei parelha, mentre me for como me vai; ca ja moiro por vós, e ai!, mia senhor branca e vermelha, queredes que vos retraia quando vos eu vi em saia? Mao dia me levantei, que vos entom nom vi feia! E, mia senhor, des aquelha, me foi a mi mui mal di' ai! E vós, filha de Dom Pai Moniz, en bem vos semelha d' haver eu por vós gabundarvaia? Pois eu, mia senhor, d' alfaia nunca de vós houve nem hei valia d'ua correia!” — Cantiga da garvaia, Paio Soares Taveirós | “No mundo não conheço outro como eu, enquanto me acontecer como me acontece: porque já morro por vós, e ai!, minha senhora branca e vermelha, quereis que vos censure quando vos eu vi em saia? (em corpo bem feito) Mau dia me levantei que vos então não vi feia! E, minha senhora, desde então, passei muitos maus dias, ai! E vós, filha de D. Paio Moniz, parece-vos bem ter eu de vós uma garvaia? (manto) Pois eu, minha senhora, de presente nunca de vós tive nem tenho nem a mais pequenina coisa.” — Tradução livre, de algumas possíveis, da Cantiga da garvaia de Paio Soares Taveirós |

Foi o autor de 2 ou 3 cantigas de amigo.